# Die Entlassung
Die Entlassung (ungefär avskedet) är en tysk historiefilm från 1942 i regi av Wolfgang Liebeneiner. Den var uppföljare till Bismarck från 1940. Filmen som behandlar Otto von Bismarcks sista tid som rikskansler och hans avsked 1890 var en i serien av "preussiska filmer" med propagandistiska undertoner som producerades i Nazityskland på 1930-talet och 1940-talet. Tanken var att visa på hur Adolf Hitler fortsatte den gärning med Tyskland som hans föregångare påbörjat.

## Rollista
- Emil Jannings - Bismarck
- Margarete Schön - Johanna Bismarck
- Christian Kayßler - Herbert Bismarck
- Theodor Loos - Wilhelm I
- Karl Ludwig Diehl - Friedrich III
- Werner Hinz - Wilhelm II
- Werner Krauss - von Holstein
- Otto Graf - greve Eulenburg
- Paul Hoffmann - greve Waldersee
- Paul Bildt - Bötticher
- Walther Süssenguth - Tsar Alexander III
- Franz Schafheitlin - greve Schuwalow
- Herbert Hübner - von Hahnke
- Fritz Kampers - Dr. Schwenninger
- Heinrich Schroth - General von Caprivi
- O.E. Hasse - von Heyden